# 웨이크포리스트 대학교
웨이크포리스트 대학교(Wake Forest University)는 1834에 설립된 미국 노스캐롤라이나주 윈스턴세일럼의 비영리 연구 대학이다. 이 대학교의 이름은 노스캐롤라이나 주의 롤리 북부 웨이크포리스트의 이름이다.

## 역사
1833년 노스캘로라이나 주 Rockingham의 Cartledge Creek 침례 교회에서 웨이크포리스트 인스티튜트(Wake Forest Institute, 나중에 웨이크포리스트 대학교로 변경됨)의 설립이 승인되었다.

## 캠퍼스
- Reynolda 캠퍼스
- Bowman Gray 캠퍼스
- Wake Downtown 캠퍼스
- Charlotte 캠퍼스